# Renato Sanches
Renato Júnior Luz Sanches, född 18 augusti 1997 i Amadora, Portugal, är en portugisisk fotbollsspelare (mittfältare) som spelar för Benfica, utlånad från Paris Saint-Germain. 
Den 24 oktober 2016 fick han även ta emot priset Golden Boy för årets U21-spelare i Europa.

## Klubbkarriär
Den 30 oktober 2015 debuterade Sanches för Benfica i en 4–0-vinst över Tondela, där han byttes in i den 74:e minuten mot Jonas. I november 2015 skrev Sanches på ett nytt kontrakt med Benfica över 2021, med en utköpsklausul på 45 miljoner euro.
Den 10 maj 2016 blev det officiellt att Renato Sanches flyttar till den tyska storklubben Bayern München på ett femårskontrakt.
I Swansea City var det tänkt att Sanches skulle bära tröjnummer 85. Men det avslogs av Premier League. Enligt en regel måste tröjnumret vara i följd och nära det nuvarande högsta numret i laget.
I augusti 2019 värvades Sanches av Lille.
Den 4 augusti 2022 värvades Sanches av Paris Saint-Germain, där han skrev på ett femårskontrakt. Den 16 augusti 2023 blev Sanches klar för AS Roma på ett säsongslångt lån. Ett lån med obligatorisk köpoption om vissa villkor uppfylls. Den 5 augusti 2024 återvände Sanches till Benfica på ett säsongslån med en köpoption inkluderad.

## Landslagskarriär
Den 25 mars 2016 debuterade Sanches för Portugals landslag i en 1–0-förlust mot Bulgarien, där han ersatte William Carvalho i den 74:e minuten. Den 30 juni 2016 gjorde han sitt första landslagsmål i den 33:e minuten mot Polen i kvartsfinal under EM 2016 i Frankrike. Han gjorde även sitt andra landslagsmål på straff under samma match efter att matchen gått till straffar.

## Meriter

### Klubblag
Benfica
- Vinnare av Primeira Liga: 2015/2016
- Vinnare av Taça da Liga: 2015/2016

 Bayern München
- Vinnare av Bundesliga: 2016/2017, 2018/2019
- Vinnare av DFB-Pokal: 2018/2019
- Vinnare av DFL-Supercup: 2017

 Lille
- Vinnare av Ligue 1: 2020/2021

 Paris Saint Germain
- Vinnare av Ligue 1: 2022/2023

### Landslag
Portugal
- Vinnare av Europamästerskapet: 2016